# Élections législatives allemandes de 1877
Les élections législatives allemandes de 1877 permettent d'élire pour la 3e fois les députés du Reichstag le 10 janvier 1877. La participation atteint 60,6 % ce qui est proche de celle atteinte lors des précédentes élections.
Les conservateurs y gagnent des sièges aux libéraux. Le chancelier impérial Otto von Bismarck y voit le signe qu'il doit opérer un tournant politique depuis le libre-échange et l'alliance avec les libéraux vers une politique protectionniste avec pour alliés les conservateurs. Par conséquent, les tensions entre les libéraux et le chancelier s'accentuent.
Le Parti conservateur allemand qui a été fondé en 1876 pour succéder au Parti conservateur prussien est donc couronné de succès pour ses premières élections. Les socialistes, désormais unis sous le même parti, gagnent de nouveaux sièges. Le Parti populaire, établi dans le Wurtemberg en fait de même. Le Zentrum confirme son statut de deuxième force politique du pays.
Après les deux attentats commis par des anarchistes contre l'empereur Guillaume Ier, Bismarck décide de faire dissoudre le Reichstag pour permettre le vote des lois antisocialistes. Des élections ont donc de nouveau lieu en 1878.

## Résultats
| Partis         | Partis                                         | Voix      | %      | +/–     | Total sièges | +/–           |
| -------------- | ---------------------------------------------- | --------- | ------ | ------- | ------------ | ------------- |
|                | Parti national-libéral                         | 1 440 266 | 26.67  | 0,19    | 127          | 20            |
|                | Zentrum                                        | 1 341 295 | 24.83  | 2,89    | 93           | 2             |
|                | Parti conservateur allemand                    | 517 811   | 9.59   | 2,81    | 40           | 19            |
|                | Parti socialiste ouvrier d'Allemagne           | 493 447   | 9.14   | 2,38    | 13           | 3             |
|                | Parti conservateur libre                       | 424 228   | 7.85   | 0,36    | 38           | 6             |
|                | Parti progressiste allemand                    | 412 769   | 7.64   | 1,19    | 34           | 14            |
|                | Parti polonais                                 | 216 157   | 4.00   | 0,02    | 14           | 1             |
|                | Partis politiques d'Alsace-Lorraine            | 199 976   | 3.70   | 0,82    | 15           | en stagnation |
|                | Groupe Löwe-Berger                             | 93 471    | 1.73   | Nouveau | 9            | Nouveau       |
|                | Parti allemand hanovrien                       | 85 591    | 1.58   | 0,17    | 4            | en stagnation |
|                | Libéraux indépendants                          | 65 266    | 1.21   | 0,14    | 5            | 1             |
|                | Parti populaire allemand                       | 44 894    | 0.83   | 0,08    | 4            | 3             |
|                | Conservateurs indépendants                     | 23 187    | 0.43   | 0,01    | 0            | 1             |
|                | Parti danois                                   | 17 277    | 0.32   | 0,06    | 1            | en stagnation |
|                | Vieux libéraux                                 | 7 080     | 0.13   | 0,04    | 0            | en stagnation |
|                | Particularistes libéraux du Schleswig-Holstein | 5 614     | 0.10   | 0,17    | 0            | en stagnation |
|                | Divers                                         | 12 324    | 0.23   | 0,17    | 0            | en stagnation |
|                | Indéterminés                                   | 368       | 0.01   | 0,01    | 0            | en stagnation |
|                |                                                |           |        |         |              |               |
| Inscrits       | Inscrits                                       | 8 943 028 | 100,00 |         | 397          |               |
| Votants        | Votants                                        | 5 422 647 | 60,64  |         |              |               |
| Abstentions    | Abstentions                                    | 3 520 381 | 39,36  |         |              |               |
| Blancs et nuls | Blancs et nuls                                 | 21,626    | 0,00   |         |              |               |
| Exprimés       | Exprimés                                       | 5 401 021 | 60,39  |         |              |               |

| Famille politique    | Famille politique    | Parti | Parti                     | Voix      | Voix | Voix             | Sièges | Sièges | Sièges          |
| Famille politique    | Famille politique    | Parti | Parti                     | environ   | %    | comparées à 1874 | nb     | %      | comparés à 1874 |
| -------------------- | -------------------- | ----- | ------------------------- | --------- | ---- | ---------------- | ------ | ------ | --------------- |
| Conservateurs        | Conservateurs        |       | Conservateur              | 526 000   | 9,7  | +2,8             | 40     | 10,1   | +19             |
| Conservateurs        | Conservateurs        |       | Conservateur libre        | 427 000   | 7,9  | +0,7             | 38     | 9,6    | +6              |
| Libéraux             | Droite               |       | National-libéral          | 1 470 000 | 27,2 | −2,5             | 128    | 32,2   | −26             |
| Libéraux             |                      |       | Autres libéraux           | 135 000   | 2,5  | +1,5             | 13     | 3,3    | +7              |
| Libéraux             | Gauche               |       | Progressiste              | 418 000   | 7,7  | −0,9             | 35     | 8,8    | −14             |
| Libéraux             | Gauche               |       | Populaire                 | 45 000    | 0,8  | +0,4             | 4      | 1,0    | +3              |
| Catholiques          | Catholiques          |       | Zentrum                   | 1 341 000 | 24,8 | −3,1             | 93     | 23,4   | +2              |
| Socialistes          | Socialistes          |       | Sociaux-démocrates (SDAP) | 493 000   | 9,1  | +2,3             | 12     | 3,0    | +3              |
| Minorités nationales | Minorités nationales |       | Welf                      | 85 000    | 1,6  | +0,2             | 4      | 1,0    | ±0              |
| Minorités nationales | Minorités nationales |       | Polonais                  | 216 000   | 4,0  | +0,2             | 14     | 3,5    | ±0              |
| Minorités nationales | Minorités nationales |       | Danois                    | 23 000    | 0,4  | −0,3             | 1      | 0,3    | ±0              |
| Minorités nationales | Minorités nationales |       | Alsace-Lorraine           | 200 000   | 3,7  | −0,8             | 15     | 3,8    | ±0              |
|                      |                      |       | Divers                    | 22 000    | 0,4  | −0,6             | -      | -      | ±0              |
| Total                | Total                | Total | Total                     | 5 401 000 | 100  |                  | 397    | 100    |                 |